# Minister za zunanje zadeve (Rusija)
 Minister za zunanje zadeve Ruske federacije (rusko: Министр иностранных дел Российской Федерации) je visoki uradnik ruske vlade, ki vodi Ministrstvo za zunanje zadeve Ruske federacije. Zunanji minister je skupaj z ministri za obrambo, notranje zadeve, izredne razmere in pravosodje eden od petih tako imenovanih 'predsedniških' ministrov. Čeprav so člani vlade, so neposredno podrejeni predsedniku države.
Zunanjega ministra, tako kot druge predsedniške ministre, imenuje in imenuje predsednik po posvetovanju s Svetom federacije (medtem ko nepredsedniške ministre imenuje predsednik vlade in jih imenuje predsednik po odobritvi Državne dume). Zunanji minister je tudi stalni član ruskega varnostnega sveta.

## Seznam

### Ruska federacija (1991– )
| #  | Slika | Ime               | Začetek mandata    | Konec mandata      | Stranka         |
| -- | ----- | ----------------- | ------------------ | ------------------ | --------------- |
| 1. |       | Andrej Kozirev    | 27. december 1991  | 5. januar 1996     | neodvisen       |
| 2. |       | Jevgenij Primakov | 9. januar 1996     | 11. september 1998 | neodvisen       |
| 3. |       | Igor Ivanov       | 30. september 1998 | 24. februar 2004   | neodvisen       |
| 4. |       | Sergej Lavrov     | 24. februar 2004   |                    | Združena Rusija |